# مدیریت اسلامی
مدیریت اسلامی شیوهٔ به‌کار گیری منابع انسانی و امکانات مادی، برگرفته از آموزه‌های اسلامی برای نیل به اهدافِ متأثر از نظام ارزشی اسلام است.

## فضای ارزشی
خود علم بار ارزشی ندارد ولی به هر حال در یک فضای ارزشی بکار گرفته می‌شود.مثلاً جامعه، سازمان و افرادی که در آن هستند اعتقادات، رسوم و ارزشهای فرهنگی خاصی دارند و بنا به اصل تاثیر جبر زمان و مکان بر پدیده‌ها، مدیریت نیز ناگزیر از عمل در بستر ارزشی آن جامعه می‌باشد هرچند که ادعا شود جامعه‌ای غیر توتالیتر یا لائیک می‌باشد.

## هدف
هر علمی هدفی را دنبال می‌کند و در پی دستیابی به مقصدی است.در تعریف مدیریت نیز عنوان شد که هدف نیل به اهداف سازمان است. این هدف یا ارائه خدمات یا تولید محصول می‌باشد.همچنین هدف مدیریت در یک جامعه غربی حداکثر کردن سود است.به عبارت دیگر سود اصالت دارد و انجام وظایف مدیریت در راستای نیل به این هدف است.حال چرا مدیریت در جامعه غربی به دنبال حداکثر سود است؟زیرا سعادت را در مادیات و در دنیا جستجو می‌کند و به پایان کار (آخرت)اعتقادی ندارد.حال آنکه در قرآن این صفت از ویژگیهای کافران شمرده شده است.
نگرش به انسان در مکاتب مختلف مبنای بسیاری از رفتارها را در آن جامعه تشکیل می‌دهد.

## اصول مدیریت اسلامی
۱-در اسلام تفکیکی بین دنیا و آخرت صورت نگرفته‌است و آخرت ادامه حیات دنیوی محسوب می‌شود لیکن اصالت دادن به دنیا و محبوب و مقدم داشتن آن مذموم شمرده شده است.بر این اساس هر نوع فعالیت دنیوی با نیت اخروی، عبادت بوده و در انسان مسلمان برای تلاش و اصلاح امور دنیوی و خدمت به بندگان خدا یک تعهد محسوب می‌شود.
۲-نیت
نیت همان نطفه اولیه افکار است که به ذهن می‌آید و مبنای شروع رفتار و عمل می‌باشد.اگر کنترل انسان بر این گلوگاه باشد بسیاری از اعمال او اصلاح و کنترل خواهد شد.
۳-توحید
توسل و توکل به هر اراده و شخصی غیر از خدا شرک است.در این معنی، بسیاری از ما در طول حیات خود بارها دچار شرک می‌شویم.در سوره یوسف، زمانی که یوسف خواب هم زندانیان خود را تعبیر می‌کند به یکی می‌گوید تو ندیم پادشاه خواهی شد و وقتی رفتی آنجا از ما هم یادی کن.قرآن می‌فرماید بخاطر این تفکر، یوسف چند سال دیگر در زندان بماند.
۴-ادای تکلیف
نتیجه آنی در اسلام چندان مهم نیست بلکه ادای تکلیف مهم است حتی در تبلیغ دین.در این مورد سوره عبس در قرآن نکته بسیار جالبی دارد.
۵-بینش دهی
پیگیری هدف در تمام فعالیتهاهمراه با بینش دهی است.به عبارت دیگر در اسلام وظیفه تعطیل ناپذیر هر انسان بینش دهی به سطوح پایین تر خود و بینش گیری از سطوح بالاست(ولایت سلسله مراتبی انسان‌ها نسبت به هم)
۶- انسانگرایی
۷-همه مسول همه مرئوس
در اسلام کسی نمی‌تواند بگوید این مشکل شماست و به من مربوط نمی‌شود.به محض اطلاع از موضوعی، در مورد آن تکلیف ایجاد می‌شود.
۸-نسبی بودن قوانین'
امام علی در فرمان خود به مالک اشتر به این نکته اشاره می‌کند که عامل حکومت نباید بگوید من مامورم و معذور.